# Bacnā ai hasīno
Bacnā ai hasīno è un film del 2008 diretto da Siddharth Anand. Il titolo in lingua hindī significa “Salvarsi è facile”, mentre la traduzione letterale è “Belle ragazze attente”.

## Trama
Il cantante Raj Sharma, durante la giovinezza (da 17 a 30 anni), fuori dei confini indiani, incontra tre donne: Radhica Mahl, una ragazza affascinante di Mumbai, Mahi, che vive in una cittadina del Punjab e Gahiatri, un'indiana che risiede in Australia.

## Produzione
Tra i luoghi in cui è ambientata la sua giovinezza c'è Alberobello, dove sono state girate le ultime struggenti scene del film. Le altre scene sono state girate a Roma, Capri, Venezia, a Santa Cesarea Terme e sulla costa del Gargano a Mattinata (Baia delle Zagare) . Il set di Alberobello ha ricevuto l'assistenza tecnica della Alberobello Puglia Film Commission (APFC).

## Distribuzione
Il film è uscito nelle sale di tutto il mondo il 15 agosto 2008.